# Walentina Tołkunowa
Walentina Wasiljewna Tołkunowa (ros. Валентина Васильевна Толкунова; ur. 12 lipca 1946 w Armawirze w Kraju Krasnodarskim, zm. 22 marca 2010 w Moskwie) – radziecka i rosyjska piosenkarka. Otrzymała tytuł Zasłużonej Artystki RFSRR w roku 1979, a w roku 1987 tytuł Ludowej Artystki RFSRR.

## Życiorys
W wieku 18 lat Walentina Tołkunowa rozpoczęła naukę na wydziale dyrygencko-chóralnym Moskiewskiego Instytutu Kultury. W 1966 roku wygrała konkurs na solistkę jazzowego zespołu VIO-66 pod kierownictwem Jurija Saulskiego. W 1971 roku ukończyła Wyższą uczelnię muzyczną im. Gniesinych i nagrała piosenki do telewizyjnego serialu Dzień za dniem (День за днём). W 1972 roku po rocznej przerwie wykonując piosenki Władimira Szainskiego rozpoczęła karierę, odnosząc sukcesy w radio i w telewizji. W 1973 roku rozpoczęła współpracę z Moskiewską Filharmonią (Moskonzert). W 1989 roku założyła i pełniła funkcje dyrektora artystycznego dramatycznego teatru muzyki i pieśni. Tołkunowa wydała około 20 płyt i 23 razy była zwyciężczynią konkursu radzieckiej telewizji „Piosenka Roku”. Otrzymała wiele nagród ZSRR i Federacji Rosyjskiej, republik rosyjskich, oraz Ukrainy, Kazachstanu, Turkmenistanu i Estonii.
W 2006 roku u piosenkarki zdiagnozowano raka piersi. Przeszła operację i kurs chemioterapii. W sierpniu 2009 roku wykryto guza mózgu.

## Śmierć
16 lutego 2010 roku po koncercie w Mohylewie (Białoruś) Walentina Tołkunowa była hospitalizowana w oddziale intensywnej terapii miejscowego szpitala. Następnie została przewieziona na obserwację do szpitala im. Botkina w Moskwie, gdzie 22 marca 2010 r. zapadła w śpiączkę i zmarła dwie godziny później nie odzyskując przytomności.
Pochowana na Cmentarzu Trojekurowskim w Moskwie.